# Ostichthys archiepiscopus
Ostichthys archiepiscopus là một loài cá biển thuộc chi Ostichthys trong họ Cá sơn đá. Loài này được mô tả lần đầu tiên vào năm 1982.

## Từ nguyên
Từ định danh archiepiscopus trong tiếng Latinh có nghĩa là "tổng giám mục", hàm ý có lẽ đề cập đến tên thông thường của loài cá này là tại Réunion, nơi mẫu dịnh danh được thu thập.

## Phân bố
O. archiepiscopus có phạm vi phân mảnh ở khu vực Ấn Độ Dương - Thái Bình Dương, bao gồm Réunion và Mauritius (quần đảo Mascarene); quần đảo Ryukyu và quần đảo Ogasawara (Nam Nhật Bản); quần đảo Hawaii (Hoa Kỳ); hai đảo Tahiti và Moorea (quần đảo Société, Polynésie thuộc Pháp). Loài này được tìm thấy ở vùng nước có độ sâu trong khoảng 90–400 m.

## Mô tả
Chiều dài cơ thể lớn nhất được ghi nhận ở O. archiepiscopus là 32 cm. Thân có màu đỏ với dải trắng mờ dọc bên lườn.
Số gai ở vây lưng: 12; Số tia vây ở vây lưng: 13; Số gai ở vây hậu môn: 4; Số tia vây ở vây hậu môn: 11; Số tia vây ở vây ngực: 14–16; Số vảy đường bên: 28–30.